# XIII Baroudeur de Pia
Maillots
Actualités
Le XIII Baroudeur de Pia, s'étant substitué au « Salanque Méditérranée Pia rugby XIII » (S.M. Pia), club créé en 1960 et s'étant mis en sommeil en 2013, est un club de rugby à XIII français basé à Pia, dans le département des Pyrénées-Orientales. L'équipe première du club évolue dans le championnat de France de première division : le Super XIII.
Créé en 1999, le club a évolué dans les divisions inférieures à sa création et est devenu le club phare de la ville de Pia à l'issue de la saison 2016 à la suite du retrait du S.M. Pia, club prestigieux ayant remporté à quatre reprises le Championnat de France en 1995, 2006, 2007 et 2013. Après une montée en deuxième division en 2018, le club intègre la première division à partir de la saison 2023.

## Histoire

### Historique du S.M. Pia des années à 2013

#### Création du club en 1960

Logo du S.M. Pia.

Le club est créé en 1960 et accède à la division nationale dans les années 1970, et réalise un coup d'éclat en s’adjugeant la coupe de France.
Pourtant le club est confronté à des handicaps qui normalement aurait dû l’empêcher d'atteindre le haut niveau. Il est situé dans un village de 4 000 habitants et à quelques kilomètres seulement de Perpignan, grande ville treiziste, qui ne pourrait que lui faire de l'ombre.
C'est cependant sa capacité à avoir formé un grand nombre de joueurs « juniors » qui a forgé sa réputation dans le mouvement treiziste.
Le club a été également à la tête d'une fusion avec d'autres clubs catalans comme ceux du Barcarès, et de  Saint Hyppolyte, fusion qui a abouti à la création de la structure et surtout lui a permis de disposer d'un budget important, tout en le confrontant à des problèmes de logistique pour faire le lien entre les clubs fusionnés.

#### 2012-2013: fin du S.M. Pia
Lors de la saison 2011-2012, le S.M. Pia perd, le 11 mai 2012, la finale du Championnat de France 26-20 contre l'A.S. Carcassonne à l'issue de laquelle la président du S.M. Pia, Marc Ambert, fait part d'un désaccord au sujet d'une décision arbitrale. Le 18 mai 2012, lors d'une réunion de la Fédération française de rugby à XIII rassemblant les présidents de club, il renouvelle son désaccord et exige que soit désigné un nouveau corps arbitral dans l'optique de la finale de Coupe de France du 20 mai 2012 dans laquelle le S.M. Pia affronte de nouveau l'A.S. Carcassonne, auquel cas il renonce à y prendre part. Ainsi, la Fédération cède sans apprécier cette menace. Une nouvelle défaite pianenc ponctue cette finale 14-12. En octobre 2012, la Fédération décide de sanctionner M. Ambert d'une suspension de toute fonction de direction pour six années, et exclue le club pianenc de la Coupe de France 2012-2013.
Parallèlement, les soutiens de la commune de Pia et de la Communauté de communes Salanque - Méditerranée sont discutés politiquement entre les élus, notamment à Pia qui met en minorité le maire Guy Parès, grand soutien du club du S.M. Pia et qui lançait sa candidature à sa réélection pour les élections municipales de 2014. Par conséquent, les budgets alloués au club s'en retrouvent fragilisés en cette saison 2012-2013.
Composition du SM Pia :
Sportivement, la saison 2012-2013 du S.M. Pia, réduite au seul Championnat en raison de son exclusion de la Coupe de France, est toutefois marquée d'une réussite. Vainqueur de la saison régulière devant le Saint-Estève XIII Catalan et le F.C. Lézignan. Le club élimine ensuite le Toulouse olympique XIII en demi-finale et s'impose 33-26 en finale du Championnat de France face à Saint-Estève XIII Catalan le 5 mai 2013 au stade Gilbert-Brutus de Perpignan. Mais devant les difficultés économiques, les sanctions par la Fédération et l'absence de soutien politique amènent le successeur de M. Ambert, son frère Philippe Ambert qui est à la recherche infructueux d'un repreneur, de retirer tout simplement son équipe première de la première division malgré le titre obtenu, mettant fin à la présence du club en élite.

### Succession du S.M. Pia par le XIII Baroudeur de Pia en 2013
Après la mise en retrait du club du S.M. Pia, il n'y a plus de club de Pia en première division. Un club, créé en 1999 par Henri Rosique, Alain Levantis, Joël Sautrice, Jean-Claude Farran, Ali Bouchal et Jean-Paul Salinas, sous la dénomination « XIII Baroudeur de Pia » existe mais évolue dans des divisions inférieures (en fédérale) et est alors présidé par Jean-Marc Crespo. Toutefois, là également, les finances du club sont fragilisées et en 2014 les collectivités, financeurs en partie via des subventions, reprochent la non domiciliation de J.-M. Crespo en la commune de Pia le contraignant à mettre également son club en sommeil.
Un projet de nouveau club émerge nommé « XIII Salanque Méditerranée » en septembre 2014 mais trop de contraintes ne permet pas de lancer le club. C'est finalement en août 2016 après deux ans de sommeil qu'un club piannenc réintègre le Championnat avec la relance du XIII Baroudeur de Pia en division nationale 2 (quatrième division), et est entraîné par Franck Rovira. Le club est alors présidé par le duo Gaby Borras et Lilian Debue. Le club remporte le Championnat de « Nationale 2 » 29-10 face à Soler RCCA lors de cette saison 2016-2017 et intègre le Championnat de « Nationale 1 » (troisième division) et a pour objectif une montée en Championnat de France de deuxième division nommé « Elite 2 ».  Il y parvient en 2018 en battant en finale Toulon dès leur première saison, et intègre la deuxième division à partir de la saison 2018-2019 et dispute quelques saisons en cette division. Demi-finaliste en 2019 pour la dernière de F. Rovira en tant qu'entraîneur, le club piannenc nomme Thomas Valette comme entraîneur à partir de la saison 2019-2020, mais les deux premières éditions d'Elite 2 sont annulées en 2020 et 2021 en raison de la pandémie, par la suite le club atteint la finale lors de la saison 2022 remportée 15-14 face au R.C. Baho. Le club dépose alors un dossier pour monter en première division dont l'intégration est acceptée par la Fédération française de rugby à XIII.
Cinquième du Championnat de France lors de la saison 2022-2023 et un match de barrage perdu 40-6 face à Albi RL, le club franchit un nouveau pallier lors de la saison 2023-2024 en atteignant la demi-finale, perdue cette fois-ci face à l'A.S. Carcassonne 44-4.

## Palmarès
| Championnat de France                                                            | Coupe de France                                                                               | Championnat de France de deuxième division                      |
| -------------------------------------------------------------------------------- | --------------------------------------------------------------------------------------------- | --------------------------------------------------------------- |
| - Champion (4) : 1995, 2006, 2007 et 2013. - Finaliste (3) : 1994, 2008 et 2012. | - Vainqueur (3) : 1975, 2006 et 2007. - Finaliste (6) : 1991, 1995, 2002, 2003, 2011 et 2012. | - Vainqueur (2) : 1988 et 2022. - Finaliste (2) : 1972 et 1985. |

## Joueurs emblématiques
- Thomas Ambert[2]
- Marc Ambert
- Emmanuel Bansept
- Andrew Bentley
- Kane Bentley
- John Boudebza
- Jacques Cabero
- Frédéric Cermeno
- Henri Daniel
- Nabil Djalout
- Pascal Fages
- Maxime Grésèque
- Bernard Goutta[6]
- Lilian Hébert
- Karl Jaavuo
- Sébastien Martins
- Mathieu Mayans
- Laloa Milford
- Christophe Moly
- Michel Naudo
- Patrick Noguera
- Paul Okesene
- Jacques Pech
- Nicolas Piquemal
- Julien Rascagnères
- Franck Rovira
- Clément Soubeyras
- Cyril Stacul
- Josh Tatupu
- Patrick Torreilles
- Éric van Brussel
- Nick Youngquest

### Entraîneurs
- ??-?? :  Francis Lévy
- 1990-1996 :  Luc Mendez
- 1996 -?? :  Joël Sautrice
- ??-?? :  Luc Mendez
- ??-?? :  Dean Bosnich
- ??-?? :  Benoît Albert

## Personnalités liées au club
Le rôle de Daniel Ambert, président du club dans les années 1970-1980,  dans la vie du club de Pia a été déterminant. On lui attribue notamment le recrutement de joueurs tels que Jean-Marc Bourret et les succès du club, notamment un match remporté face au XIII Catalan le 14 décembre 1980.

## Section féminine
Le club possède également une section de rugby à XIII féminin qui porte le nom de « Baroudeuses de Pia » : des joueuses, comme Elodie Pacull en 2021, alimentent le vivier de l'équipe de France.

## Bilan du club toutes saisons et toutes compétitions confondues
| Année                                                                     | Année                                       | Saison régulière                                                                 | Saison régulière                                                                 | Saison régulière                                                                 | Saison régulière                                                                 | Saison régulière                                                                 | Saison régulière                                                                 | Saison régulière                                                                 | Saison régulière                                                                 | Phase finale                                                                     | Phase finale                                                                     | Phase finale                                                                     | Phase finale                                                                     | Phase finale                                                                     | Phase finale                                                                     | Phase finale                                                                     | Coupe              |                 |
| Année                                                                     | Année                                       | Class.                                                                           | Points                                                                           | MJ                                                                               | V.                                                                               | N.                                                                               | D.                                                                               | Pp.                                                                              | Pc.                                                                              | Perf.                                                                            | MJ                                                                               | V.                                                                               | N.                                                                               | D.                                                                               | Pp.                                                                              | Pc.                                                                              | Performance        |                 |
| Championnat de France de première division                                | Championnat de France de première division  | Championnat de France de première division                                       | Championnat de France de première division                                       | Championnat de France de première division                                       | Championnat de France de première division                                       | Championnat de France de première division                                       | Championnat de France de première division                                       | Championnat de France de première division                                       | Championnat de France de première division                                       | Championnat de France de première division                                       | Championnat de France de première division                                       | Championnat de France de première division                                       | Championnat de France de première division                                       | Championnat de France de première division                                       | Championnat de France de première division                                       | Championnat de France de première division                                       | Coupe de France    |                 |
| Parcours sous la dénomination de « Salanque Méditérranée Pia rugby XIII » |                                             |                                                                                  |                                                                                  |                                                                                  |                                                                                  |                                                                                  |                                                                                  |                                                                                  |                                                                                  |                                                                                  |                                                                                  |                                                                                  |                                                                                  |                                                                                  |                                                                                  |                                                                                  |                    |                 |
| 1988                                                                      | 1988                                        | -                                                                                | -                                                                                |                                                                                  |                                                                                  |                                                                                  |                                                                                  |                                                                                  |                                                                                  | Barrage                                                                          |                                                                                  |                                                                                  |                                                                                  |                                                                                  |                                                                                  |                                                                                  | Huitième de finale |                 |
| 1989                                                                      | 1989                                        | 9e                                                                               | -                                                                                |                                                                                  |                                                                                  |                                                                                  |                                                                                  |                                                                                  |                                                                                  | -                                                                                |                                                                                  |                                                                                  |                                                                                  |                                                                                  |                                                                                  |                                                                                  | Demi-finale        |                 |
| 1990                                                                      | 1990                                        | -                                                                                | -                                                                                |                                                                                  |                                                                                  |                                                                                  |                                                                                  |                                                                                  |                                                                                  | 1/4 finale                                                                       |                                                                                  |                                                                                  |                                                                                  |                                                                                  |                                                                                  |                                                                                  |                    |                 |
| 1991                                                                      | 1991                                        | -                                                                                | -                                                                                |                                                                                  |                                                                                  |                                                                                  |                                                                                  |                                                                                  |                                                                                  | -                                                                                |                                                                                  |                                                                                  |                                                                                  |                                                                                  |                                                                                  |                                                                                  | Finaliste          |                 |
| 1992                                                                      | 1992                                        | 9e                                                                               | -                                                                                |                                                                                  |                                                                                  |                                                                                  |                                                                                  |                                                                                  |                                                                                  | -                                                                                |                                                                                  |                                                                                  |                                                                                  |                                                                                  |                                                                                  |                                                                                  |                    |                 |
| 1993                                                                      | 1993                                        | -                                                                                | -                                                                                |                                                                                  |                                                                                  |                                                                                  |                                                                                  |                                                                                  |                                                                                  | Demi-finale                                                                      |                                                                                  |                                                                                  |                                                                                  |                                                                                  |                                                                                  |                                                                                  | Huitième de finale |                 |
| 1994                                                                      | 1994                                        | -                                                                                | -                                                                                |                                                                                  |                                                                                  |                                                                                  |                                                                                  |                                                                                  |                                                                                  | Finaliste                                                                        |                                                                                  |                                                                                  |                                                                                  |                                                                                  |                                                                                  |                                                                                  | Demi-finale        |                 |
| 1995                                                                      | 1995                                        | -                                                                                | -                                                                                |                                                                                  |                                                                                  |                                                                                  |                                                                                  |                                                                                  |                                                                                  | Champion                                                                         |                                                                                  |                                                                                  |                                                                                  |                                                                                  |                                                                                  |                                                                                  | Finaliste          |                 |
| 1996                                                                      | 1996                                        | -                                                                                | -                                                                                |                                                                                  |                                                                                  |                                                                                  |                                                                                  |                                                                                  |                                                                                  | -                                                                                |                                                                                  |                                                                                  |                                                                                  |                                                                                  |                                                                                  |                                                                                  | Huitième de finale |                 |
| 1997                                                                      | 1997                                        | 11e                                                                              | -                                                                                |                                                                                  |                                                                                  |                                                                                  |                                                                                  |                                                                                  |                                                                                  | non qualifié                                                                     |                                                                                  |                                                                                  |                                                                                  |                                                                                  |                                                                                  |                                                                                  | Quart-de-finale    |                 |
| 1998                                                                      | 1998                                        | 8e                                                                               | 41                                                                               | 22                                                                               | 9                                                                                | 1                                                                                | 12                                                                               | 97                                                                               | 80                                                                               | Quart-de-finale                                                                  | 3                                                                                | 2                                                                                | 0                                                                                | 1                                                                                |                                                                                  |                                                                                  | Huitième de finale |                 |
| 1999                                                                      | 1999                                        | 7e                                                                               | 40                                                                               | 22                                                                               | 9                                                                                | 0                                                                                | 13                                                                               |                                                                                  |                                                                                  | Quart-de-finale                                                                  |                                                                                  |                                                                                  |                                                                                  |                                                                                  |                                                                                  |                                                                                  | Quart-de-finale    |                 |
| 2000                                                                      | 2000                                        | 5e                                                                               | 50                                                                               |                                                                                  |                                                                                  |                                                                                  |                                                                                  |                                                                                  |                                                                                  | Quart-de-finale                                                                  | 2                                                                                | 1                                                                                | 0                                                                                | 1                                                                                | 26                                                                               | 50                                                                               | Quart de finale    |                 |
| 2001                                                                      | 2001                                        | 5e                                                                               | 50                                                                               |                                                                                  |                                                                                  |                                                                                  |                                                                                  |                                                                                  |                                                                                  | Quart-de-finale                                                                  | 2                                                                                | 0                                                                                | 0                                                                                | 2                                                                                | 42                                                                               | 113                                                                              | Quart-de-finale    |                 |
| 2002                                                                      | 2002                                        | 3e                                                                               | 50                                                                               | 20                                                                               | 15                                                                               | 0                                                                                | 5                                                                                |                                                                                  |                                                                                  | Demi-finale                                                                      | 4                                                                                | 1                                                                                | 0                                                                                | 3                                                                                | 91                                                                               | 74                                                                               | Finaliste          |                 |
| 2003                                                                      | 2003                                        | 2e                                                                               | 53                                                                               |                                                                                  |                                                                                  |                                                                                  |                                                                                  |                                                                                  |                                                                                  | Demi-finale                                                                      |                                                                                  |                                                                                  |                                                                                  |                                                                                  |                                                                                  |                                                                                  | Finaliste          |                 |
| 2004                                                                      | 2004                                        | 4e                                                                               |                                                                                  |                                                                                  |                                                                                  |                                                                                  |                                                                                  |                                                                                  |                                                                                  | Demi-finale                                                                      |                                                                                  |                                                                                  |                                                                                  |                                                                                  |                                                                                  |                                                                                  | Demi-finale        |                 |
| 2005                                                                      | 2005                                        | 4e                                                                               | 36                                                                               | 18                                                                               | 11                                                                               | 0                                                                                | 7                                                                                | 599                                                                              | 407                                                                              | Demi-finale                                                                      |                                                                                  |                                                                                  |                                                                                  |                                                                                  |                                                                                  |                                                                                  | Huitième de finale |                 |
| 2006                                                                      | 2006                                        | 1er                                                                              | 55                                                                               | 20                                                                               | 17                                                                               | 1                                                                                | 2                                                                                | 795                                                                              | 414                                                                              | Champion                                                                         | 2                                                                                | 2                                                                                | 0                                                                                | 0                                                                                | 42                                                                               | 36                                                                               | Vainqueur          |                 |
| 2007                                                                      | 2007                                        | 1er                                                                              | 54                                                                               | 20                                                                               | 17                                                                               | 0                                                                                | 3                                                                                | 838                                                                              | 344                                                                              | Champion                                                                         | 2                                                                                | 2                                                                                | 0                                                                                | 0                                                                                | 50                                                                               | 28                                                                               | Vainqueur          |                 |
| 2008                                                                      | 2008                                        | 2e                                                                               | 52                                                                               | 20                                                                               | 16                                                                               | 0                                                                                | 4                                                                                | 659                                                                              | 344                                                                              | Finaliste                                                                        | 2                                                                                | 1                                                                                | 0                                                                                | 1                                                                                | 54                                                                               | 52                                                                               | Demi-finale        |                 |
| 2009                                                                      | 2009                                        | 2e                                                                               | 47                                                                               | 20                                                                               | 13                                                                               | 1                                                                                | 6                                                                                | 734                                                                              | 384                                                                              | 2e tour                                                                          | 2                                                                                | 0                                                                                | 0                                                                                | 2                                                                                | 30                                                                               | 75                                                                               | Demi-finale        |                 |
| 2010                                                                      | 2010                                        | 4e                                                                               | 36                                                                               | 16                                                                               | 10                                                                               | 0                                                                                | 6                                                                                | 500                                                                              | 386                                                                              | Finaliste                                                                        | 4                                                                                | 3                                                                                | 0                                                                                | 1                                                                                | 102                                                                              | 93                                                                               | Quart-de-finale    |                 |
| 2011                                                                      | 2011                                        | 3e                                                                               | 50                                                                               | 20                                                                               | 15                                                                               | 0                                                                                | 5                                                                                | 858                                                                              | 474                                                                              | Petite finale                                                                    | 3                                                                                | 1                                                                                | 0                                                                                | 2                                                                                | 58                                                                               | 59                                                                               | Finaliste          |                 |
| 2012                                                                      | 2012                                        | 1er                                                                              | 46                                                                               | 18                                                                               | 14                                                                               | 0                                                                                | 4                                                                                | 602                                                                              | 317                                                                              | Finaliste                                                                        | 2                                                                                | 1                                                                                | 0                                                                                | 1                                                                                | 48                                                                               | 46                                                                               | Finaliste          |                 |
| 2013                                                                      | 2013                                        | 1er                                                                              | 47                                                                               | 17                                                                               | 15                                                                               | 0                                                                                | 2                                                                                | 582                                                                              | 282                                                                              | Champion                                                                         | 2                                                                                | 2                                                                                | 0                                                                                | 0                                                                                | 58                                                                               | 50                                                                               | Exclu              |                 |
| Parcours sous la dénomination de « XIII Baroudeur de Pia »                |                                             |                                                                                  |                                                                                  |                                                                                  |                                                                                  |                                                                                  |                                                                                  |                                                                                  |                                                                                  |                                                                                  |                                                                                  |                                                                                  |                                                                                  |                                                                                  |                                                                                  |                                                                                  |                    |                 |
| Division inférieure                                                       | Division inférieure                         | Division inférieure                                                              | Division inférieure                                                              | Division inférieure                                                              | Division inférieure                                                              | Division inférieure                                                              | Division inférieure                                                              | Division inférieure                                                              | Division inférieure                                                              | Division inférieure                                                              | Division inférieure                                                              | Division inférieure                                                              | Division inférieure                                                              | Division inférieure                                                              | Division inférieure                                                              | Division inférieure                                                              | Coupe de France    |                 |
| 2014                                                                      | 2014                                        |                                                                                  |                                                                                  |                                                                                  |                                                                                  |                                                                                  |                                                                                  |                                                                                  |                                                                                  |                                                                                  |                                                                                  |                                                                                  |                                                                                  |                                                                                  |                                                                                  |                                                                                  | Huitième de finale |                 |
| 2015                                                                      | 2015                                        | Mise en sommeil                                                                  | Mise en sommeil                                                                  | Mise en sommeil                                                                  | Mise en sommeil                                                                  | Mise en sommeil                                                                  | Mise en sommeil                                                                  | Mise en sommeil                                                                  | Mise en sommeil                                                                  | Mise en sommeil                                                                  | Mise en sommeil                                                                  | Mise en sommeil                                                                  | Mise en sommeil                                                                  | Mise en sommeil                                                                  | Mise en sommeil                                                                  | Mise en sommeil                                                                  | Mise en sommeil    | Mise en sommeil |
| 2016                                                                      | 2016                                        | Mise en sommeil                                                                  | Mise en sommeil                                                                  | Mise en sommeil                                                                  | Mise en sommeil                                                                  | Mise en sommeil                                                                  | Mise en sommeil                                                                  | Mise en sommeil                                                                  | Mise en sommeil                                                                  | Mise en sommeil                                                                  | Mise en sommeil                                                                  | Mise en sommeil                                                                  | Mise en sommeil                                                                  | Mise en sommeil                                                                  | Mise en sommeil                                                                  | Mise en sommeil                                                                  | Mise en sommeil    | Mise en sommeil |
| Championnat de France de quatrième division                               | Championnat de France de quatrième division | Championnat de France de quatrième division                                      | Championnat de France de quatrième division                                      | Championnat de France de quatrième division                                      | Championnat de France de quatrième division                                      | Championnat de France de quatrième division                                      | Championnat de France de quatrième division                                      | Championnat de France de quatrième division                                      | Championnat de France de quatrième division                                      | Championnat de France de quatrième division                                      | Championnat de France de quatrième division                                      | Championnat de France de quatrième division                                      | Championnat de France de quatrième division                                      | Championnat de France de quatrième division                                      | Championnat de France de quatrième division                                      | Championnat de France de quatrième division                                      | Coupe de France    |                 |
| 2017                                                                      | 2017                                        |                                                                                  |                                                                                  |                                                                                  |                                                                                  |                                                                                  |                                                                                  |                                                                                  |                                                                                  | Champion                                                                         |                                                                                  |                                                                                  |                                                                                  |                                                                                  |                                                                                  |                                                                                  | Non inscrit        |                 |
| Championnat de France de troisième division                               | Championnat de France de troisième division | Championnat de France de troisième division                                      | Championnat de France de troisième division                                      | Championnat de France de troisième division                                      | Championnat de France de troisième division                                      | Championnat de France de troisième division                                      | Championnat de France de troisième division                                      | Championnat de France de troisième division                                      | Championnat de France de troisième division                                      | Championnat de France de troisième division                                      | Championnat de France de troisième division                                      | Championnat de France de troisième division                                      | Championnat de France de troisième division                                      | Championnat de France de troisième division                                      | Championnat de France de troisième division                                      | Championnat de France de troisième division                                      | Coupe de France    |                 |
| 2018                                                                      | 2018                                        | -                                                                                | -                                                                                |                                                                                  |                                                                                  |                                                                                  |                                                                                  |                                                                                  |                                                                                  | Champion                                                                         |                                                                                  |                                                                                  |                                                                                  |                                                                                  |                                                                                  |                                                                                  | Seizième-de-finale |                 |
| Championnat de France de deuxième division                                | Championnat de France de deuxième division  | Championnat de France de deuxième division                                       | Championnat de France de deuxième division                                       | Championnat de France de deuxième division                                       | Championnat de France de deuxième division                                       | Championnat de France de deuxième division                                       | Championnat de France de deuxième division                                       | Championnat de France de deuxième division                                       | Championnat de France de deuxième division                                       | Championnat de France de deuxième division                                       | Championnat de France de deuxième division                                       | Championnat de France de deuxième division                                       | Championnat de France de deuxième division                                       | Championnat de France de deuxième division                                       | Championnat de France de deuxième division                                       | Championnat de France de deuxième division                                       | Coupe de France    |                 |
| 2019                                                                      | 2019                                        | 4e                                                                               | 48                                                                               | 22                                                                               | 13                                                                               | 3                                                                                | 6                                                                                | 674                                                                              | 463                                                                              | Demi-finale                                                                      | 2                                                                                | 1                                                                                | 0                                                                                | 1                                                                                | 50                                                                               | 72                                                                               | Huitième de finale |                 |
| 2020                                                                      | 2020                                        | Éditions annulées et titres non décernés en raison de la pandémie de coronavirus | Éditions annulées et titres non décernés en raison de la pandémie de coronavirus | Éditions annulées et titres non décernés en raison de la pandémie de coronavirus | Éditions annulées et titres non décernés en raison de la pandémie de coronavirus | Éditions annulées et titres non décernés en raison de la pandémie de coronavirus | Éditions annulées et titres non décernés en raison de la pandémie de coronavirus | Éditions annulées et titres non décernés en raison de la pandémie de coronavirus | Éditions annulées et titres non décernés en raison de la pandémie de coronavirus | Éditions annulées et titres non décernés en raison de la pandémie de coronavirus | Éditions annulées et titres non décernés en raison de la pandémie de coronavirus | Éditions annulées et titres non décernés en raison de la pandémie de coronavirus | Éditions annulées et titres non décernés en raison de la pandémie de coronavirus | Éditions annulées et titres non décernés en raison de la pandémie de coronavirus | Éditions annulées et titres non décernés en raison de la pandémie de coronavirus | Éditions annulées et titres non décernés en raison de la pandémie de coronavirus | Seizième de finale |                 |
| 2021                                                                      | 2021                                        | Éditions annulées et titres non décernés en raison de la pandémie de coronavirus | Éditions annulées et titres non décernés en raison de la pandémie de coronavirus | Éditions annulées et titres non décernés en raison de la pandémie de coronavirus | Éditions annulées et titres non décernés en raison de la pandémie de coronavirus | Éditions annulées et titres non décernés en raison de la pandémie de coronavirus | Éditions annulées et titres non décernés en raison de la pandémie de coronavirus | Éditions annulées et titres non décernés en raison de la pandémie de coronavirus | Éditions annulées et titres non décernés en raison de la pandémie de coronavirus | Éditions annulées et titres non décernés en raison de la pandémie de coronavirus | Éditions annulées et titres non décernés en raison de la pandémie de coronavirus | Éditions annulées et titres non décernés en raison de la pandémie de coronavirus | Éditions annulées et titres non décernés en raison de la pandémie de coronavirus | Éditions annulées et titres non décernés en raison de la pandémie de coronavirus | Éditions annulées et titres non décernés en raison de la pandémie de coronavirus | Éditions annulées et titres non décernés en raison de la pandémie de coronavirus | Annulé             |                 |
| 2022                                                                      | 2022                                        | 1er                                                                              | 54                                                                               | 18                                                                               | 18                                                                               | 0                                                                                | 0                                                                                | 833                                                                              | 266                                                                              | Champion                                                                         | 2                                                                                | 2                                                                                | 0                                                                                | 0                                                                                | 49                                                                               | 47                                                                               | Annulé             |                 |
| Championnat de France de première division                                | Championnat de France de première division  | Championnat de France de première division                                       | Championnat de France de première division                                       | Championnat de France de première division                                       | Championnat de France de première division                                       | Championnat de France de première division                                       | Championnat de France de première division                                       | Championnat de France de première division                                       | Championnat de France de première division                                       | Championnat de France de première division                                       | Championnat de France de première division                                       | Championnat de France de première division                                       | Championnat de France de première division                                       | Championnat de France de première division                                       | Championnat de France de première division                                       | Championnat de France de première division                                       | Coupe de France    |                 |
| 2023                                                                      | 2023                                        | 5e                                                                               | 31                                                                               | 18                                                                               | 10                                                                               | 0                                                                                | 8                                                                                | 433                                                                              | 465                                                                              | Barrages                                                                         | 1                                                                                | 0                                                                                | 0                                                                                | 1                                                                                | 6                                                                                | 40                                                                               | Quart de finale    |                 |
| 2024                                                                      | 2024                                        | 4e                                                                               | 37                                                                               | 18                                                                               | 12                                                                               | 0                                                                                | 6                                                                                | 412                                                                              | 369                                                                              | Demi-finale                                                                      | 2                                                                                | 1                                                                                | 0                                                                                | 1                                                                                | 28                                                                               | 60                                                                               | Huitième de finale |                 |
| 2025                                                                      | 2025                                        | 4e                                                                               | 43                                                                               | 20                                                                               | 12                                                                               | 0                                                                                | 8                                                                                | 547                                                                              | 335                                                                              | Barrages                                                                         | 1                                                                                | 0                                                                                | 0                                                                                | 1                                                                                | 22                                                                               | 24                                                                               | Huitième de finale |                 |